# غافين ليدل
غافين ليدل (بالإنجليزية: Gavin Liddle)‏ هو مدرب كرة قدم ولاعب كرة قدم بريطاني في مركز الدفاع، ولد في 9 مايو 1963 في Houghton-le-Spring ‏ في المملكة المتحدة. لعب مع نادي دارلنجتون ونادي هاروجيت تاون.